# Cubo de Bidiakis
En teoría de grafos, el Cubo de Bidiakis es un grafo 3-regular de 12 vértices y 18 aristas.

## Construcción
El Cubo de Bidiakis es un grafo Hamiltoniano cúbico que puede definirse por la notación LCF [-6,4,-4]4.
También puede construirse desde un cubo añadiendo aristas a través de las caras superior e inferior conectadas a los centros de los lados de las caras opuestas. Las dos aristas adicionales necesitan ser perpendiculares entre sí. Por esta construcción, el Cubo de Bidiakis es un grafo poliedro, y puede verse como un poliedro convexo. Por lo tanto, por el Teorema de Steinitz, este es un grafo planar simple conectado por 3 vértices.

## Propiedades algebraicas
El Cubo de Bidiakis no es un grafo vértice-transitivo y su grupo automorfismo completo es isomorfo al grupo diedral de orden 8, el grupo de simetrías de un cuadrado, incluyendo rotaciones y reflexiones.
El polinomio característico del Cubo de Bidiakis es: {\displaystyle (x-3)(x-2)(x^{4})(x+1)(x+2)(x^{2}+x-4)^{2}}.

## Galería

Su número cromático es 3.
Su índice cromático es 3.
Es un grafo planar.
Es construido a partir de un cubo.